# Dybowo (Prostki)
Dybowo (deutsch Dybowen, 1938–1945 Diebau) ist ein Dorf in der polnischen Woiwodschaft Ermland-Masuren, der zur Gmina Prostki (Landgemeinde Prostken) im Powiat Ełcki (Kreis Lyck) gehört.

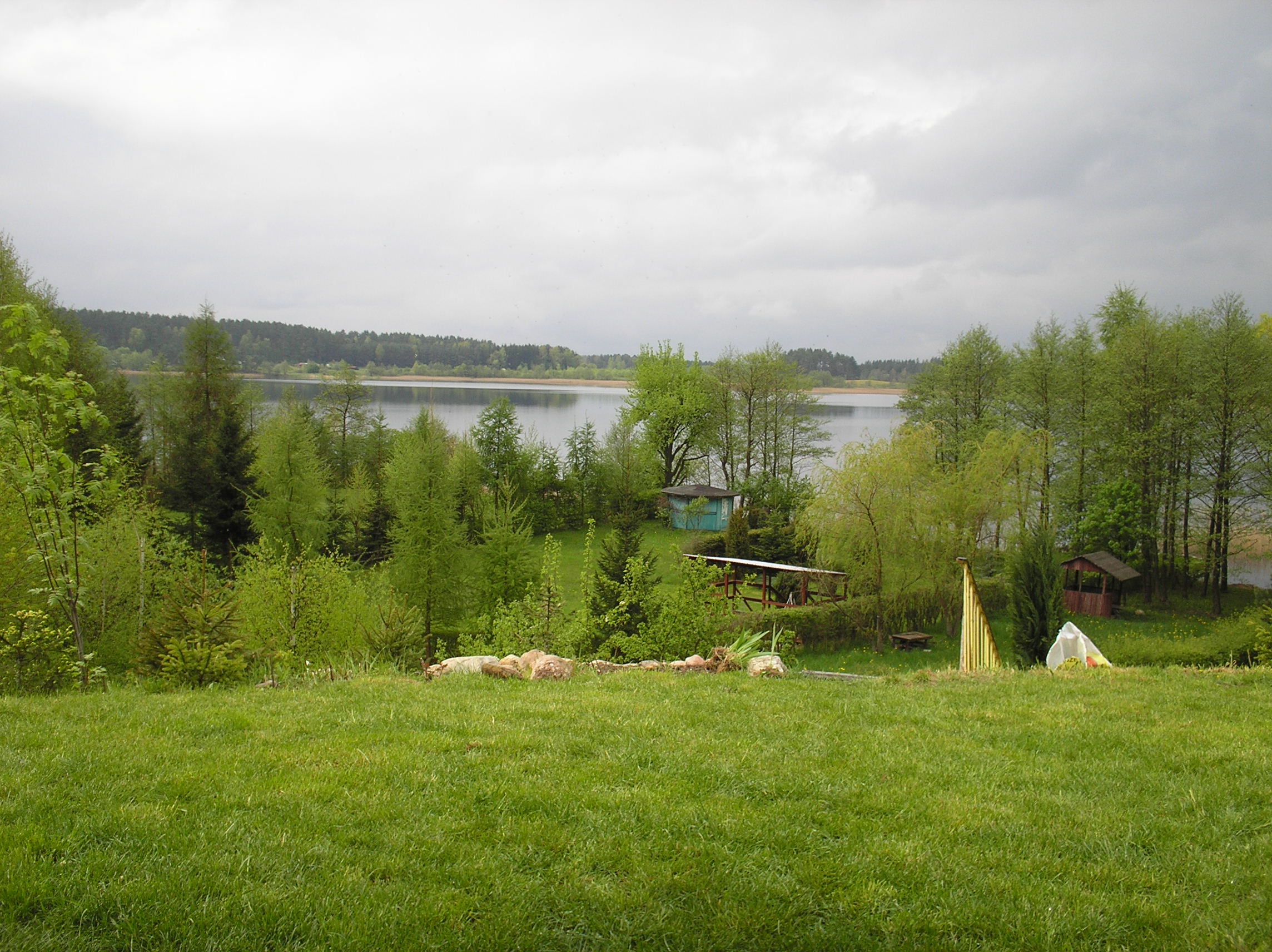
Blick auf den Jezioro Dybowskie (Dybower/Diebauer See)

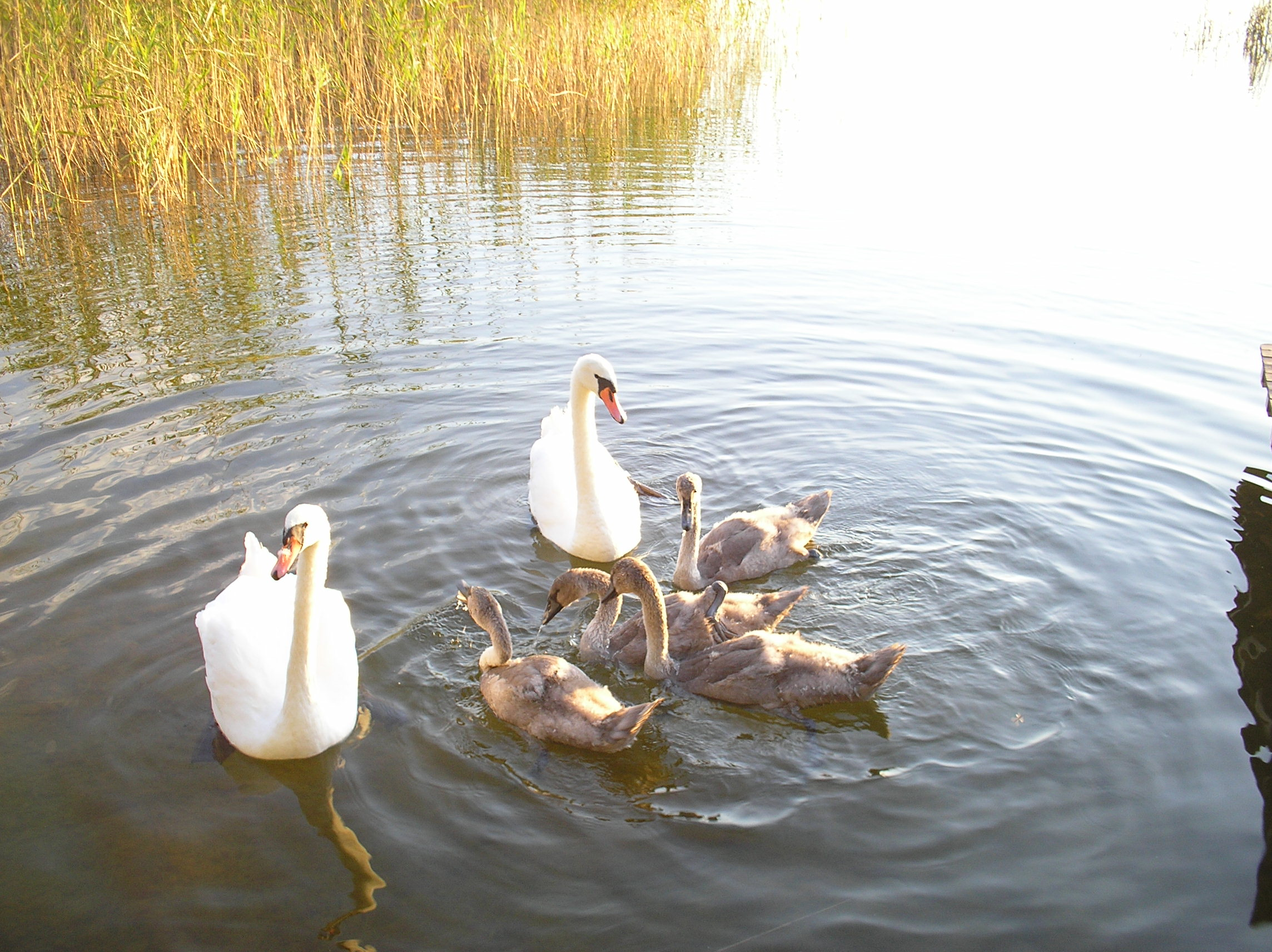
Schwanenidyll auf dem Jezioro Dybowski

## Geographische Lage
Dybowo liegt am Ostufer des Dybower Sees (1938–1945 Diebauer See, polnisch Jezioro Dybowskie) im Südosten der Woiwodschaft Ermland-Masuren, 33 Kilometer zur einstigen Kreisstadt Johannisburg (polnisch Pisz) und 16 Kilometer südwestlich der heutigen Kreisstadt Ełk (deutsch Lyck).

## Geschichte
Das nach 1785 Diebowen und bis 1938 Dybowen genannte Dorf wurde 1874 in den neu errichteten Amtsbezirk Großrosen eingegliedert.
Zur Gemeinde Dybowen gehörte das etwa 1000 Meter weiter südlich gelegene Gut Dybowen, (heute polnisch Dybówko). Im Jahr 1910 zählte die Gemeinde 275 Einwohner.
Aufgrund der Bestimmungen des Versailler Vertrags stimmte die Bevölkerung im Abstimmungsgebiet Allenstein, zu dem Dybowen gehörte, am 11. Juli 1920 über die weitere staatliche Zugehörigkeit zu Ostpreußen (und damit zu Deutschland) oder den Anschluss an Polen ab. In Dybowen stimmten 160 Einwohner für den Verbleib bei Ostpreußen, auf Polen entfiel keine Stimme.
Am 30. September 1928 wurde der Gutsbezirk Dybower See in die Gemeinde Dybowen eingemeindet. Die Gesamteinwohnerzahl belief sich 1933 auf 229 und betrug 1939 bereits 261. Am 3. Juni (amtlich bestätigt am 16. Juli) des Jahres 1938 erfolgte die zur Abwehr fremdländisch klingender Ortsnamen politisch-ideologische motivierte Umbenennung des Dorfes in Diebau.
In Kriegsfolge kam der Ort 1945 mit dem gesamten südlichen Ostpreußen zu Polen und trägt seitdem die polnische Namensform Dybowo. Heute ist er Sitz eines Schulzenamtes (polnisch Sołectwo), in das auch die beiden Nachbarorte Ciernie (Czernien, 1930–1945 Dornberg) und Kibisy (Kybissen, 1938–1945 Kibissen) eingeschlossen sind. Dybowo ist somit eine Ortschaft im Verbund der Landgemeinde Prostki (Prostken) im Powiat Ełcki (Kreis Lyck), bis 1998 der Woiwodschaft Suwałki, seither der Woiwodschaft Ermland-Masuren zugeordnet.

## Religionen
Vor 1945 war Dybowen in die evangelische Kirche Groß Rosinsko in der Kirchenprovinz Ostpreußen der Evangelischen Kirche der Altpreußischen Union sowie in die römisch-katholische Kirche in Johannisburg (polnisch Pisz) im Bistum Ermland eingepfarrt.
Heute gehört Dybowo katholischerseits zur Pfarrei Rożyńsk Wielki im Bistum Ełk der Römisch-katholischen Kirche in Polen. Die evangelischen Einwohner orientieren sich zu den Kirchengemeinden in Biała Piska (Bialla, 1938–1945 Gehlenburg) bzw. Ełk (Lyck), beides Filialgemeinden der Pfarrei Pisz (Johannisburg) in der Diözese Masuren der Evangelisch-Augsburgischen Kirche in Polen.

## Verkehr
Dybowo ist über die Nebenstraße 1678N (Rożyńsk Wielki–Marchewki) zu erreichen, von der eine Stichstraße in westlicher Richtung direkt in den Ort führt. Eine Bahnanbindung besteht nicht.